# Bellamya jeffreysi
Bellamya jeffreysi е вид охлюв от семейство Viviparidae.

## Разпространение
Този вид е разпространен в Малави и Мозамбик.